# MEXC
MEXC es una plataforma global de intercambio de criptomonedas establecida en 2018 y registrada en Seychelles. La empresa ofrece una variedad de servicios de negociación, incluyendo comercio al contado, futuros, ETF y un índice NFT.

## Historia
MEXC lanzó su sitio web y aplicación en 2018, introduciendo el Token MX, el comercio entre clientes (C2C) y el comercio de futuros. En 2019, la empresa introdujo productos ETF y fue reconocida como la plataforma más popular entre los usuarios. En 2021, MEXC actualizó su Token MX a la versión 2.0.
Para 2022, MEXC tenía la mayor liquidez de la industria y fue el primer intercambio en lanzar un índice NFT.
En 2023, se reestructuró como MEXC con un esquema de color azul océano e introdujo la comisión taker más baja de la industria para el comercio de futuros. Para 2024, MEXC se ubicó entre los seis primeros en comercio al contado y entre los cinco primeros en comercio de derivados, según TokenInsight.

## Inversiones
MEXC ha invertido en múltiples proyectos blockchain, incluyendo cantidades no reveladas en TonX (agosto de 2024), Aptos (julio de 2024), TonUP (diciembre de 2023), Ton (septiembre de 2023), y MetaScan (septiembre de 2022). En diciembre de 2023, MEXC invirtió $50,000 en Bitlight Labs. En febrero de 2024, proporcionó una inversión de $100,000 a BounceBit. En marzo de 2024, MEXC financió a Morph con $1 millón. En junio de 2024, invirtió $200,000 en BulbaSwap.
En diciembre de 2024, la empresa invirtió $36 millones en Ethena Labs y $2.3 millones en Memes Lab.

## Caridad
MEXC también ha contribuido a iniciativas benéficas. En diciembre de 2021, la empresa se asoció con National Geographic para brindar apoyo económico a dos escuelas primarias en el Tíbet.
En febrero de 2023, la empresa donó un millón de liras para ayudar con los esfuerzos de socorro tras el terremoto en Turquía. En mayo de 2023, MEXC apoyó un refugio de animales ucraniano proporcionando suministros, incluyendo vajilla, equipo médico y más de 300 kilogramos de alimento para mascotas. En noviembre de 2024, la empresa donó €100,000 para los esfuerzos de ayuda por inundaciones en España.